# Élections cantonales de 2011 en Ille-et-Vilaine
Les élections cantonales ont eu lieu les 20 et 27 mars 2011.

## Contexte départemental
Comme lors des élections régionales de 2010, l'Union démocratique bretonne et Europe Écologie Les Verts proposent des candidatures communes dans l'ensemble du département. 

### Assemblée départementale sortante
Avant les élections, le conseil général d'Ille-et-Vilaine est présidé par Jean-Louis Tourenne (PS). Il comprend 53 conseillers généraux issus des 53 cantons d'Ille-et-Vilaine, 27 d'entre eux sont renouvelables lors de ces élections.
| Parti                             | Sigle | Élus |
| --------------------------------- | ----- | ---- |
| Majorité (35 sièges)              |       |      |
| Parti socialiste                  | PS    | 21   |
| Divers gauche                     | DVG   | 8    |
| Parti radical de gauche           | PRG   | 5    |
| Mouvement démocrate               | MoDem | 1    |
| Opposition (18 sièges)            |       |      |
| Union pour un mouvement populaire | UMP   | 6    |
| Alliance centriste                | AC    | 5    |
| Divers droite                     | DVD   | 5    |
| Mouvement démocrate               | MoDem | 1    |
| Nouveau Centre                    | NC    | 1    |
| Président du conseil général      |       |      |
| Jean-Louis Tourenne (PS)          |       |      |

## Résultats à l'échelle du département

### Résultats à l'échelle du département
| Partis politiques | Partis politiques                 | Premier tour | Premier tour | Second tour | Second tour | Sièges |
| Partis politiques | Partis politiques                 | Voix         | %            | Voix        | %           | Sièges |
| ----------------- | --------------------------------- | ------------ | ------------ | ----------- | ----------- | ------ |
|                   | Parti socialiste                  | 44 548       | 32,56        | 60 100      | 50,56       | 15     |
|                   | Europe Écologie Les Verts         | 21 266       | 15,54        | 9 504       | 7,99        | 0      |
|                   | Front de gauche                   | 7 071        | 5,17         |             |             |        |
|                   | Divers gauche                     | 4 609        | 3,37         | 1 412       | 1,19        | 2      |
|                   | Parti radiacl de gauche           | 2 204        | 1,61         | 2 020       | 1,70        | 1      |
|                   | Nouveau Parti anticapitaliste     | 1 081        | 0,79         |             |             |        |
|                   | Parti ouvrier indépendant         | 597          | 0,44         |             |             |        |
| Gauche            | Gauche                            | 81 376       | 59,48        | 73 036      | 61,44       | 18     |
|                   |                                   |              |              |             |             |        |
|                   | Union pour un mouvement populaire | 18 954       | 13,85        | 19 193      | 16,15       | 1      |
|                   | Divers droite                     | 16 914       | 12,36        | 12 414      | 10,44       | 5      |
|                   | Alliance centriste                | 8 214        | 6,00         | 6 837       | 6,06        | 2      |
|                   | Mouvement démocrate               | 3 555        | 2,60         | 3 237       | 5,75        | 1      |
|                   | Front national                    | 3 392        | 2,48         | 1 899       | 1,60        | 0      |
|                   | Nouveau Centre                    | 1 719        | 1,26         | 2 259       | 1,90        | 0      |
|                   | Cap21                             | 665          | 0,49         |             |             |        |
|                   | Génération écologie               | 590          | 0,43         |             |             |        |
|                   | Debout la République              | 126          | 0,09         |             |             |        |
| Droite            | Droite                            | 54 129       | 39,57        | 45 839      | 38,56       | 9      |
|                   |                                   |              |              |             |             |        |
|                   | Divers                            | 1 299        | 0,95         |             |             |        |
|                   |                                   |              |              |             |             |        |
| Inscrits          | Inscrits                          | 334 031      | 100,00       | 298 579     | 100,00      |        |
| Abstentions       | Abstentions                       | 193 427      | 57,91        | 171 900     | 57,57       |        |
| Votants           | Votants                           | 140 604      | 42,09        | 126 679     | 42,43       |        |
| Blancs et nuls    | Blancs et nuls                    | 5 040        | 3,58         | 7 824       | 6,16        |        |
| Exprimés          | Exprimés                          | 136 804      | 96,42        | 118 875     | 93,84       |        |

### Résultats en nombre de sièges
| Parti | Sièges mis en jeu | Élus | Évolution |
| ----- | ----------------- | ---- | --------- |
| PS    | 14                | 14   | =         |
| AC    | 4                 | 2    | -2        |
| DVD   | 4                 | 5    | +1        |
| DVG   | 3                 | 3    | =         |
| PRG   | 1                 | 1    | =         |
| UMP   | 1                 | 1    | =         |
| MoDem | 0                 | 1    | +1        |

### Assemblée départementale à l'issue des élections
| Groupes                           | Partis | Élus |
| --------------------------------- | ------ | ---- |
| Majorité (35 sièges)              |        |      |
| Parti socialiste                  | PS     | 21   |
| Divers gauche                     | DVG    | 8    |
| Parti radical de gauche           | PRG    | 5    |
| Mouvement démocrate               | MoDem  | 1    |
| Opposition (18 sièges)            |        |      |
| Union pour un mouvement populaire | UMP    | 6    |
| Divers droite                     | DVD    | 6    |
| Alliance centriste                | AC     | 3    |
| Mouvement démocrate               | MoDem  | 2    |
| Nouveau Centre                    | NC     | 1    |
| Président du conseil général      |        |      |
| Jean-Louis Tourenne               |        |      |

## Résultats par canton

### Canton de Bain-de-Bretagne
| Candidat       | Candidat            | Étiquette      | Premier tour | Premier tour | Second tour | Second tour |
| Candidat       | Candidat            | Étiquette      | Voix         | %            | Voix        | %           |
| -------------- | ------------------- | -------------- | ------------ | ------------ | ----------- | ----------- |
|                | Yvon Mellet         | MoDem          | 2 716        | 46,72        | 3 237       | 53,92       |
|                | Jean-Yves Leclerc   | PS             | 1 700        | 29,24        | 2 766       | 46,08       |
|                | Philippe Goarnisson | EÉLV           | 1 101        | 18,94        |             |             |
|                | Jannie Barbier      | FDG-PCF        | 296          | 5,09         |             |             |
|                |                     |                |              |              |             |             |
| Inscrits       | Inscrits            | Inscrits       | 14 413       | 100,00       | 14 413      | 100,00      |
| Abstention     | Abstention          | Abstention     | 8 350        | 57,93        | 8 086       | 56,10       |
| Votants        | Votants             | Votants        | 6 063        | 42,07        | 6 327       | 43,90       |
| Blancs et nuls | Blancs et nuls      | Blancs et nuls | 250          | 4,12         | 324         | 5,12        |
| Exprimés       | Exprimés            | Exprimés       | 5 813        | 95,88        | 6 003       | 94,88       |

### Canton de Bécherel
| Candidat       | Candidat            | Étiquette      | Premier tour | Premier tour |
| Candidat       | Candidat            | Étiquette      | Voix         | %            |
| -------------- | ------------------- | -------------- | ------------ | ------------ |
|                | Marie-Hélène Daucé* | AC             | 2 260        | 56,33        |
|                | Pierre Daucé        | PS             | 1 360        | 33,90        |
|                | Michel Jénin        | UDB-EÉLV       | 258          | 6,43         |
|                | Monique Chanel      | FDG-PCF        | 134          | 3,34         |
|                |                     |                |              |              |
| Inscrits       | Inscrits            | Inscrits       | 7 873        | 100,00       |
| Abstention     | Abstention          | Abstention     | 3 735        | 47,44        |
| Votants        | Votants             | Votants        | 4 138        | 52,56        |
| Blancs et nuls | Blancs et nuls      | Blancs et nuls | 126          | 3,04         |
| Exprimés       | Exprimés            | Exprimés       | 4 012        | 96,96        |

*sortant

### Canton de Bruz
| Candidat       | Candidat         | Étiquette      | Premier tour | Premier tour | Second tour | Second tour |
| Candidat       | Candidat         | Étiquette      | Voix         | %            | Voix        | %           |
| -------------- | ---------------- | -------------- | ------------ | ------------ | ----------- | ----------- |
|                | Philippe Bonnin* | PS             | 5 416        | 48,57        | 6 092       | 59,62       |
|                | Yves Salmon      | EÉLV           | 2 503        | 22,45        | 4 126       | 40,38       |
|                | Laurent Dubuc    | UMP-PRV        | 1 911        | 17,14        |             |             |
|                | Hubert Maire     | Cap21          | 665          | 5,96         |             |             |
|                | Catherine Dechar | FDG-MRV35      | 655          | 5,87         |             |             |
|                |                  |                |              |              |             |             |
| Inscrits       | Inscrits         | Inscrits       | 30 464       | 100,00       | 30 364      | 100,00      |
| Abstention     | Abstention       | Abstention     | 18 828       | 61,80        | 19 089      | 62,87       |
| Votants        | Votants          | Votants        | 11 636       | 38,20        | 11 275      | 37,13       |
| Blancs et nuls | Blancs et nuls   | Blancs et nuls | 486          | 4,18         | 1 057       | 9,37        |
| Exprimés       | Exprimés         | Exprimés       | 11 150       | 95,82        | 10 218      | 90,63       |

*sortant

### Canton de Cancale
| Candidat       | Candidat           | Étiquette      | Premier tour | Premier tour | Second tour | Second tour |
| Candidat       | Candidat           | Étiquette      | Voix         | %            | Voix        | %           |
| -------------- | ------------------ | -------------- | ------------ | ------------ | ----------- | ----------- |
|                | Maurice Jannin*    | PS             | 2 239        | 42,33        | 3 082       | 58,91       |
|                | Marcel Le Moal     | UMP            | 1 509        | 28,53        | 2 150       | 41,09       |
|                | Pascal Crambert    | FN             | 755          | 14,27        |             |             |
|                | Jean-Pierre Marhic | EÉLV           | 595          | 11,25        |             |             |
|                | Alain Bardou       | FDG-PCF        | 192          | 3,63         |             |             |
|                |                    |                |              |              |             |             |
| Inscrits       | Inscrits           | Inscrits       | 13 066       | 100,00       | 13 066      | 100,00      |
| Abstention     | Abstention         | Abstention     | 7 621        | 58,33        | 7 448       | 57,00       |
| Votants        | Votants            | Votants        | 5 445        | 41,67        | 5 618       | 43,00       |
| Blancs et nuls | Blancs et nuls     | Blancs et nuls | 155          | 2,85         | 386         | 6,87        |
| Exprimés       | Exprimés           | Exprimés       | 5 290        | 97,15        | 5 232       | 93,13       |

*sortant

### Canton de Cesson-Sévigné
| Candidat       | Candidat          | Étiquette      | Premier tour | Premier tour | Second tour | Second tour |
| Candidat       | Candidat          | Étiquette      | Voix         | %            | Voix        | %           |
| -------------- | ----------------- | -------------- | ------------ | ------------ | ----------- | ----------- |
|                | Albert Plouhinec  | UMP            | 2 744        | 37,39        | 3 402       | 44,20       |
|                | Bernard Marquet   | PS             | 2 599        | 35,41        | 4 294       | 55,80       |
|                | Elodie Rondard    | EÉLV           | 1 624        | 22,13        |             |             |
|                | Jean-Marc Leriche | FDG-PCF        | 372          | 5,07         |             |             |
|                |                   |                |              |              |             |             |
| Inscrits       | Inscrits          | Inscrits       | 17 049       | 100,00       | 17 049      | 100,00      |
| Abstention     | Abstention        | Abstention     | 9 495        | 55,69        | 9 018       | 52,89       |
| Votants        | Votants           | Votants        | 7 554        | 44,31        | 8 031       | 47,11       |
| Blancs et nuls | Blancs et nuls    | Blancs et nuls | 215          | 2,85         | 335         | 4,17        |
| Exprimés       | Exprimés          | Exprimés       | 7 339        | 97,15        | 7 696       | 95,83       |

### Canton de Châteaubourg
| Candidat       | Candidat          | Étiquette      | Premier tour | Premier tour | Second tour | Second tour |
| Candidat       | Candidat          | Étiquette      | #            | %            | #           | %           |
| -------------- | ----------------- | -------------- | ------------ | ------------ | ----------- | ----------- |
|                | Bernard Renou     | DVD            | 1 904        | 49,29        | 2 207       | 56,13       |
|                | Eric Fresnay      | EÉLV           | 864          | 22,37        | 1 725       | 43,87       |
|                | Maryvonne Rebours | DVG-PS         | 743          | 19,23        |             |             |
|                | Jean Le Duff      | FDG-PCF        | 352          | 9,11         |             |             |
|                |                   |                |              |              |             |             |
| Inscrits       | Inscrits          | Inscrits       | 9 589        | 100,00       | 9 589       | 100,00      |
| Abstention     | Abstention        | Abstention     | 5 587        | 58,26        | 5 512       | 57,48       |
| Votants        | Votants           | Votants        | 4 002        | 41,74        | 4 077       | 42,52       |
| Blancs et nuls | Blancs et nuls    | Blancs et nuls | 139          | 3,47         | 145         | 3,56        |
| Exprimés       | Exprimés          | Exprimés       | 3 863        | 96,53        | 3 932       | 96,44       |

### Canton de Combourg
| Candidat       | Candidat              | Étiquette      | Premier tour | Premier tour | Second tour | Second tour |
| Candidat       | Candidat              | Étiquette      | #            | %            | #           | %           |
| -------------- | --------------------- | -------------- | ------------ | ------------ | ----------- | ----------- |
|                | Marie-Thérèse Sauvée* | PS             | 2 010        | 42,63        | 2 839       | 57,48       |
|                | Loïc Lebret           | DVD            | 1 575        | 33,40        | 2 100       | 42,52       |
|                | Nadège André          | FN             | 634          | 13,45        |             |             |
|                | Pierrick Brihaye      | UDB-EÉLV       | 272          | 5,77         |             |             |
|                | Didier Quignon        | FDG-PG         | 224          | 4,75         |             |             |
|                |                       |                |              |              |             |             |
| Inscrits       | Inscrits              | Inscrits       | 10 229       | 100,00       | 10 230      | 100,00      |
| Abstention     | Abstention            | Abstention     | 5 342        | 52,22        | 4 977       | 48,65       |
| Votants        | Votants               | Votants        | 4 887        | 47,78        | 5 253       | 51,35       |
| Blancs et nuls | Blancs et nuls        | Blancs et nuls | 172          | 3,52         | 314         | 5,98        |
| Exprimés       | Exprimés              | Exprimés       | 4 715        | 96,48        | 4 939       | 94,02       |

*sortant

### Canton de Fougères-Sud
| Candidat       | Candidat              | Étiquette      | Premier tour | Premier tour | Second tour | Second tour |
| Candidat       | Candidat              | Étiquette      | Voix         | %            | Voix        | %           |
| -------------- | --------------------- | -------------- | ------------ | ------------ | ----------- | ----------- |
|                | Thierry Benoit*       | AC             | 3 147        | 54,15        | 3 560       | 59,78       |
|                | Patrick Manceau       | PS             | 1 675        | 28,82        | 2 395       | 40,22       |
|                | Lézin Galais          | DVG-EELV       | 619          | 10,65        |             |             |
|                | Jean-François Garnier | FDG-PCF        | 241          | 4,15         |             |             |
|                | Françoise Dubu        | NPA            | 130          | 2,24         |             |             |
|                |                       |                |              |              |             |             |
| Inscrits       | Inscrits              | Inscrits       | 14 065       | 100,00       | 14 064      | 100,00      |
| Abstention     | Abstention            | Abstention     | 8 036        | 57,13        | 7 827       | 55,65       |
| Votants        | Votants               | Votants        | 6 029        | 42,87        | 6 237       | 44,35       |
| Blancs et nuls | Blancs et nuls        | Blancs et nuls | 217          | 3,60         | 282         | 4,52        |
| Exprimés       | Exprimés              | Exprimés       | 5 812        | 96,40        | 5 955       | 95,48       |

*sortant

### Canton de Grand-Fougeray
| Candidat       | Candidat         | Étiquette      | Premier tour | Premier tour | Second tour | Second tour |
| Candidat       | Candidat         | Étiquette      | Voix         | %            | #           | %           |
| -------------- | ---------------- | -------------- | ------------ | ------------ | ----------- | ----------- |
|                | Alain Saurat     | DVD            | 643          | 35,29        | 1 175       | 63,07       |
|                | Sylvain Charat   | NC             | 520          | 28,54        | 688         | 36,93       |
|                | Pierre Le Feuvre | PS             | 272          | 14,93        |             |             |
|                | Marcel Colin     | FN             | 204          | 11,20        |             |             |
|                | Sandrine Barbeau | EÉLV           | 142          | 7,79         |             |             |
|                | Astrid Dechaume  | FDG-PCF        | 41           | 2,25         |             |             |
|                |                  |                |              |              |             |             |
| Inscrits       | Inscrits         | Inscrits       | 3 600        | 100,00       | 3 600       | 100,00      |
| Abstention     | Abstention       | Abstention     | 1 689        | 46,92        | 1 615       | 44,86       |
| Votants        | Votants          | Votants        | 1 911        | 53,08        | 1 985       | 55,14       |
| Blancs et nuls | Blancs et nuls   | Blancs et nuls | 89           | 4,66         | 122         | 6,15        |
| Exprimés       | Exprimés         | Exprimés       | 1 822        | 95,34        | 1 863       | 93,85       |

### Canton de Hédé
| Candidat       | Candidat             | Étiquette      | Premier tour | Premier tour |
| Candidat       | Candidat             | Étiquette      | Voix         | %            |
| -------------- | -------------------- | -------------- | ------------ | ------------ |
|                | Jean-Louis Tourenne* | PS             | 2 613        | 69,40        |
|                | Philippe Rault       | EÉLV           | 764          | 20,29        |
|                | Cyrille Launay       | POI            | 165          | 4,38         |
|                | Andrée Abrial        | FDG-PCF        | 124          | 3,29         |
|                | Pierre Chapa         | NPA            | 99           | 2,63         |
|                |                      |                |              |              |
| Inscrits       | Inscrits             | Inscrits       | 9 672        | 100,00       |
| Abstention     | Abstention           | Abstention     | 5 441        | 56,26        |
| Votants        | Votants              | Votants        | 4 231        | 43,74        |
| Blancs et nuls | Blancs et nuls       | Blancs et nuls | 466          | 11,01        |
| Exprimés       | Exprimés             | Exprimés       | 3 765        | 88,99        |

*sortant

### Canton de Liffré
| Candidat       | Candidat            | Étiquette      | Premier tour | Premier tour | Second tour | Second tour |
| Candidat       | Candidat            | Étiquette      | Voix         | %            | Voix        | %           |
| -------------- | ------------------- | -------------- | ------------ | ------------ | ----------- | ----------- |
|                | Clément Théaudin*   | PS             | 3 319        | 44,95        | 5 097       | 72,64       |
|                | Benamar Belkacem    | UMP            | 1 464        | 19,83        | 1 920       | 27,36       |
|                | Marie-Claude Martin | EÉLV           | 1 303        | 17,65        |             |             |
|                | Jean Morvan         | GE             | 590          | 7,99         |             |             |
|                | Alain Péchon        | FDG-PCF        | 510          | 6,91         |             |             |
|                | Yoann Colas         | NPA            | 198          | 2,68         |             |             |
|                |                     |                |              |              |             |             |
| Inscrits       | Inscrits            | Inscrits       | 18 009       | 100,00       | 18 014      | 100,00      |
| Abstention     | Abstention          | Abstention     | 10 270       | 57,03        | 10 376      | 57,60       |
| Votants        | Votants             | Votants        | 7 739        | 42,97        | 7 638       | 42,40       |
| Blancs et nuls | Blancs et nuls      | Blancs et nuls | 355          | 4,59         | 621         | 8,13        |
| Exprimés       | Exprimés            | Exprimés       | 7 384        | 95,41        | 7 017       | 91,87       |

*sortant

### Canton de Louvigné-du-Désert
| Candidat       | Candidat         | Étiquette      | Premier tour | Premier tour | Second tour | Second tour |
| Candidat       | Candidat         | Étiquette      | Voix         | %            | Voix        | %           |
| -------------- | ---------------- | -------------- | ------------ | ------------ | ----------- | ----------- |
|                | Louis Pautrel    | DVD            | 1 638        | 47,96        | 1 967       | 56,12       |
|                | Frédéric Bureau* | AC             | 1 248        | 36,54        | 1 538       | 43,88       |
|                | Jean Le Gorju    | EÉLV           | 212          | 6,21         |             |             |
|                | Catherine Milin  | PS             | 172          | 5,04         |             |             |
|                | Monique Guesdon  | DVG            | 79           | 2,31         |             |             |
|                | Fabrice Bédelet  | FDG-PCF        | 66           | 1,93         |             |             |
|                |                  |                |              |              |             |             |
| Inscrits       | Inscrits         | Inscrits       | 6 507        | 100,00       | 6 505       | 100,00      |
| Abstention     | Abstention       | Abstention     | 2 987        | 45,90        | 2 833       | 43,55       |
| Votants        | Votants          | Votants        | 3 520        | 54,10        | 3 672       | 56,45       |
| Blancs et nuls | Blancs et nuls   | Blancs et nuls | 105          | 2,98         | 167         | 4,55        |
| Exprimés       | Exprimés         | Exprimés       | 3 415        | 97,02        | 3 505       | 95,45       |

*sortant

### Canton de Pipriac
| Candidat       | Candidat                 | Étiquette      | Premier tour | Premier tour | Second tour | Second tour |
| Candidat       | Candidat                 | Étiquette      | Voix         | %            | Voix        | %           |
| -------------- | ------------------------ | -------------- | ------------ | ------------ | ----------- | ----------- |
|                | Alain-François Lesacher* | AC             | 1 416        | 35,33        | 1 739       | 41,11       |
|                | Franck Pichot            | PS             | 1 352        | 33,73        | 2 491       | 58,89       |
|                | Cédric Abdilla           | FN             | 667          | 16,64        |             |             |
|                | Jean Mauvoisin           | EÉLV           | 473          | 11,80        |             |             |
|                | Vincent Halloua          | FDG-PCF        | 100          | 2,50         |             |             |
|                |                          |                |              |              |             |             |
| Inscrits       | Inscrits                 | Inscrits       | 9 750        | 100,00       | 9 747       | 100,00      |
| Abstention     | Abstention               | Abstention     | 5 630        | 57,74        | 5 320       | 54,58       |
| Votants        | Votants                  | Votants        | 4 120        | 42,26        | 4 427       | 45,42       |
| Blancs et nuls | Blancs et nuls           | Blancs et nuls | 112          | 2,72         | 197         | 4,45        |
| Exprimés       | Exprimés                 | Exprimés       | 4 008        | 97,28        | 4 230       | 95,55       |

*sortant

### Canton de Pleine-Fougères
| Candidat       | Candidat             | Étiquette      | Premier tour | Premier tour | Second tour | Second tour |
| Candidat       | Candidat             | Étiquette      | Voix         | %            | Voix        | %           |
| -------------- | -------------------- | -------------- | ------------ | ------------ | ----------- | ----------- |
|                | Christian Couet*     | PRG            | 1 405        | 44,72        | 2 020       | 65,93       |
|                | Jean-Pierre Charmeux | FN             | 617          | 19,64        | 1 044       | 34,07       |
|                | Jacques Carpentier   | DVD            | 593          | 18,87        |             |             |
|                | Reine Thoré-Chappe   | FDG-PCF        | 286          | 9,10         |             |             |
|                | Jeanne-Marie Guillou | EÉLV           | 241          | 7,67         |             |             |
|                |                      |                |              |              |             |             |
| Inscrits       | Inscrits             | Inscrits       | 5 949        | 100,00       | 5 949       | 100,00      |
| Abstention     | Abstention           | Abstention     | 2 656        | 44,65        | 2 497       | 41,97       |
| Votants        | Votants              | Votants        | 3 293        | 55,35        | 3 452       | 58,03       |
| Blancs et nuls | Blancs et nuls       | Blancs et nuls | 151          | 4,59         | 388         | 11,24       |
| Exprimés       | Exprimés             | Exprimés       | 3 142        | 95,41        | 3 064       | 88,76       |

*sortant

### Canton de Plélan-le-Grand
| Candidat       | Candidat              | Étiquette      | Premier tour | Premier tour | Second tour | Second tour |
| Candidat       | Candidat              | Étiquette      | Voix         | %            | Voix        | %           |
| -------------- | --------------------- | -------------- | ------------ | ------------ | ----------- | ----------- |
|                | Rozenn Geoffroy*      | PS             | 1 854        | 34,27        | 2 961       | 53,99       |
|                | Loïc Aubin            | Diss UMP       | 1 468        | 27,13        | 2 523       | 46,01       |
|                | Laurent Peyregne      | DVD            | 2 334        | 20,22        |             |             |
|                | Gilles Guéguen        | UDB-EÉLV       | 492          | 9,09         |             |             |
|                | Rolande Serrano-Duval | MoDem          | 330          | 6,10         |             |             |
|                | Quentin Wald          | FDG-PCF        | 172          | 3,18         |             |             |
|                |                       |                |              |              |             |             |
| Inscrits       | Inscrits              | Inscrits       | 11 457       | 100,00       | 11 457      | 100,00      |
| Abstention     | Abstention            | Abstention     | 5 890        | 51,41        | 5 691       | 49,67       |
| Votants        | Votants               | Votants        | 5 567        | 48,59        | 5 766       | 50,33       |
| Blancs et nuls | Blancs et nuls        | Blancs et nuls | 157          | 2,82         | 282         | 4,89        |
| Exprimés       | Exprimés              | Exprimés       | 5 410        | 97,18        | 5 484       | 95,11       |

*sortant
Source : Ouest-France

### Canton de Rennes-Centre
| Candidat       | Candidat            | Étiquette      | Premier tour | Premier tour | Second tour | Second tour |
| Candidat       | Candidat            | Étiquette      | Voix         | %            | Voix        | %           |
| -------------- | ------------------- | -------------- | ------------ | ------------ | ----------- | ----------- |
|                | Benoit Caron        | UMP            | 1 374        | 36,68        | 1 811       | 46,62       |
|                | Didier Le Bougeant* | PS             | 1 131        | 30,19        | 2 074       | 53,38       |
|                | Didier Chapellon    | EÉLV           | 623          | 16,63        |             |             |
|                | Caroline Ollivro    | MoDem          | 227          | 6,06         |             |             |
|                | Michèle Gillet      | FDG-GU         | 183          | 4,89         |             |             |
|                | William Chaou       | AC             | 143          | 3,82         |             |             |
|                | Morgane Cotten      | NPA            | 65           | 1,74         |             |             |
|                |                     |                |              |              |             |             |
| Inscrits       | Inscrits            | Inscrits       | 10 614       | 100,00       | 10 614      | 100,00      |
| Abstention     | Abstention          | Abstention     | 6 801        | 64,08        | 6 575       | 61,95       |
| Votants        | Votants             | Votants        | 3 813        | 35,92        | 4 039       | 38,05       |
| Blancs et nuls | Blancs et nuls      | Blancs et nuls | 67           | 1,76         | 154         | 3,81        |
| Exprimés       | Exprimés            | Exprimés       | 3 746        | 98,24        | 3 885       | 96,19       |

*sortant

### Canton de Rennes-Centre-Ouest
| Candidat       | Candidat           | Étiquette      | Premier tour | Premier tour | Second tour | Second tour |
| Candidat       | Candidat           | Étiquette      | Voix         | %            | Voix        | %           |
| -------------- | ------------------ | -------------- | ------------ | ------------ | ----------- | ----------- |
|                | Marcel Rogemont*   | PS             | 1 764        | 40,38        | 2 815       | 64,18       |
|                | Philippe Treuveur  | NC             | 1 199        | 27,45        | 1 571       | 35,82       |
|                | Benoit Careil      | EÉLV           | 892          | 20,42        |             |             |
|                | Sylvain Dajoux     | FDG-MRV35      | 331          | 7,58         |             |             |
|                | Sébastien Girard   | PB             | 107          | 2,45         |             |             |
|                | Corentin Lemonnier | NPA            | 75           | 1,72         |             |             |
|                |                    |                |              |              |             |             |
| Inscrits       | Inscrits           | Inscrits       | 12 643       | 100,00       | 12 643      | 100,00      |
| Abstention     | Abstention         | Abstention     | 8 183        | 64,72        | 7 988       | 63,18       |
| Votants        | Votants            | Votants        | 4 460        | 35,28        | 4 655       | 36,82       |
| Blancs et nuls | Blancs et nuls     | Blancs et nuls | 92           | 2,06         | 269         | 5,78        |
| Exprimés       | Exprimés           | Exprimés       | 4 368        | 97,94        | 4 386       | 94,22       |

*sortant

### Canton de Rennes-Est
| Candidat       | Candidat                    | Étiquette      | Premier tour | Premier tour | Second tour | Second tour |
| Candidat       | Candidat                    | Étiquette      | Voix         | %            | Voix        | %           |
| -------------- | --------------------------- | -------------- | ------------ | ------------ | ----------- | ----------- |
|                | Clotilde Tascon-Mennetrier* | PS             | 1 336        | 38,68        | 2 154       | 63,39       |
|                | Christine Coudrais          | UMP            | 967          | 28,00        | 1 244       | 36,61       |
|                | Solène Raude                | EÉLV           | 795          | 23,02        |             |             |
|                | Robert Sanquer              | FDG-PCF        | 230          | 6,66         |             |             |
|                | Gaël Bourdeau               | DLR            | 126          | 3,65         |             |             |
|                |                             |                |              |              |             |             |
| Inscrits       | Inscrits                    | Inscrits       | 9 705        | 100,00       | 9 705       | 100,00      |
| Abstention     | Abstention                  | Abstention     | 6 152        | 63,39        | 6 112       | 62,98       |
| Votants        | Votants                     | Votants        | 3 553        | 36,61        | 3 593       | 37,02       |
| Blancs et nuls | Blancs et nuls              | Blancs et nuls | 99           | 2,79         | 195         | 5,43        |
| Exprimés       | Exprimés                    | Exprimés       | 3 454        | 97,21        | 3 398       | 94,57       |

*sortant

### Canton de Rennes-le-Blosne
| Candidat       | Candidat             | Étiquette      | Premier tour | Premier tour | Second tour | Second tour |
| Candidat       | Candidat             | Étiquette      | Voix         | %            | Voix        | %           |
| -------------- | -------------------- | -------------- | ------------ | ------------ | ----------- | ----------- |
|                | Frédéric Boursier    | PS             | 1 671        | 46,46        | 3 014       | 77,90       |
|                | Elizabeth Droüin     | FN             | 515          | 14,32        | 855         | 22,10       |
|                | Ronan Allain         | UMP            | 493          | 13,71        |             |             |
|                | Elsa Lafaye          | FDG-PCF        | 275          | 7,65         |             |             |
|                | Valérie Coussinet    | UDB-EÉLV       | 258          | 7,17         |             |             |
|                | Etch Kalala          | GS             | 229          | 6,37         |             |             |
|                | Catherine Le Guennec | POI            | 82           | 2,28         |             |             |
|                | Yves Juin            | NPA            | 74           | 2,06         |             |             |
|                |                      |                |              |              |             |             |
| Inscrits       | Inscrits             | Inscrits       | 11 201       | 100,00       | 11 201      | 100,00      |
| Abstention     | Abstention           | Abstention     | 7 518        | 67,12        | 7 061       | 63,04       |
| Votants        | Votants              | Votants        | 3 683        | 32,88        | 4 140       | 36,96       |
| Blancs et nuls | Blancs et nuls       | Blancs et nuls | 86           | 2,34         | 271         | 6,55        |
| Exprimés       | Exprimés             | Exprimés       | 3 597        | 97,66        | 3 869       | 93,45       |

### Canton de Rennes-Nord
| Candidat       | Candidat          | Étiquette      | Premier tour | Premier tour | Second tour | Second tour |
| Candidat       | Candidat          | Étiquette      | Voix         | %            | Voix        | %           |
| -------------- | ----------------- | -------------- | ------------ | ------------ | ----------- | ----------- |
|                | Marc Hervé        | PS             | 1 950        | 38,56        | 3 343       | 66,02       |
|                | Bruno Chavanat    | UMP            | 1 426        | 28,20        | 1 721       | 33,98       |
|                | Jean-Marie Goater | EÉLV           | 1 015        | 20,07        |             |             |
|                | François Cadiou   | FDG-PCF        | 296          | 5,85         |             |             |
|                | Lilian Renault    | S&P            | 94           | 1,86         |             |             |
|                | Thierry Salaün    | PB             | 84           | 1,66         |             |             |
|                | Frédéric Lehobey  | DVG            | 82           | 1,62         |             |             |
|                | Valérie Faucheux  | NPA            | 69           | 1,36         |             |             |
|                | Rodolphe Verger   | POI            | 41           | 0,81         |             |             |
|                |                   |                |              |              |             |             |
| Inscrits       | Inscrits          | Inscrits       | 13 539       | 100,00       | 13 539      | 100,00      |
| Abstention     | Abstention        | Abstention     | 8 387        | 61,95        | 8 216       | 60,68       |
| Votants        | Votants           | Votants        | 5 152        | 38,05        | 5 323       | 39,32       |
| Blancs et nuls | Blancs et nuls    | Blancs et nuls | 95           | 0,70         | 259         | 4,87        |
| Exprimés       | Exprimés          | Exprimés       | 5 057        | 98,16        | 5 064       | 95,13       |

### Canton de Rennes-Sud-Est
| Candidat       | Candidat          | Étiquette      | Premier tour | Premier tour | Second tour | Second tour |
| Candidat       | Candidat          | Étiquette      | Voix         | %            | Voix        | %           |
| -------------- | ----------------- | -------------- | ------------ | ------------ | ----------- | ----------- |
|                | Mireille Massot*  | PS             | 4 601        | 46,50        | 5 155       | 58,53       |
|                | Anne Caillet      | EÉLV           | 2 174        | 21,97        | 3 653       | 41,47       |
|                | Nathalie Quentrec | UMP            | 2 091        | 21,13        |             |             |
|                | Michel Deniel     | FDG-PCF        | 584          | 5,90         |             |             |
|                | Gérard Guillemot  | PB             | 281          | 2,84         |             |             |
|                | Gaël Roblin       | NPA            | 164          | 1,66         |             |             |
|                |                   |                |              |              |             |             |
| Inscrits       | Inscrits          | Inscrits       | 25 342       | 100,00       | 25 341      | 100,00      |
| Abstention     | Abstention        | Abstention     | 15 169       | 59,86        | 15 629      | 61,67       |
| Votants        | Votants           | Votants        | 10 173       | 40,14        | 9 712       | 38,33       |
| Blancs et nuls | Blancs et nuls    | Blancs et nuls | 278          | 2,73         | 904         | 9,31        |
| Exprimés       | Exprimés          | Exprimés       | 9 895        | 97,27        | 8 808       | 90,69       |

*sortant

### Canton de Retiers
| Candidat       | Candidat            | Étiquette      | Premier tour | Premier tour |
| Candidat       | Candidat            | Étiquette      | Voix         | %            |
| -------------- | ------------------- | -------------- | ------------ | ------------ |
|                | Jean-Claude Blouin* | DVD            | 2 771        | 70,40        |
|                | Michel Brielle      | PRG            | 474          | 12,04        |
|                | Chloé Le Fraillec   | EÉLV           | 330          | 8,38         |
|                | Bernard Mescam      | FDG-PCF        | 195          | 4,95         |
|                | Yves Colnot         | POI            | 166          | 4,22         |
|                |                     |                |              |              |
| Inscrits       | Inscrits            | Inscrits       | 9 226        | 100,00       |
| Abstention     | Abstention          | Abstention     | 5 202        | 56,38        |
| Votants        | Votants             | Votants        | 4 024        | 43,62        |
| Blancs et nuls | Blancs et nuls      | Blancs et nuls | 88           | 2,19         |
| Exprimés       | Exprimés            | Exprimés       | 3 936        | 97,81        |

*sortant

### Canton de Saint-Aubin-d'Aubigné
| Candidat       | Candidat         | Étiquette      | Premier tour | Premier tour | Second tour | Second tour |
| Candidat       | Candidat         | Étiquette      | Voix         | %            | Voix        | %           |
| -------------- | ---------------- | -------------- | ------------ | ------------ | ----------- | ----------- |
|                | Jean-Yves Praud* | PS             | 2 460        | 36,24        | 4 349       | 64,57       |
|                | Pascal Reinaud   | DVD            | 1 943        | 28,62        | 2 386       | 35,43       |
|                | Gilles Nicolas   | EÉLV           | 1 909        | 28,12        |             |             |
|                | Ninno Tocco      | FDG-PG         | 476          | 7,01         |             |             |
|                |                  |                |              |              |             |             |
| Inscrits       | Inscrits         | Inscrits       | 17 588       | 100,00       | 17 589      | 100,00      |
| Abstention     | Abstention       | Abstention     | 10 484       | 59,61        | 10 411      | 59,19       |
| Votants        | Votants          | Votants        | 7 104        | 40,39        | 7 178       | 40,81       |
| Blancs et nuls | Blancs et nuls   | Blancs et nuls | 316          | 4,45         | 443         | 6,17        |
| Exprimés       | Exprimés         | Exprimés       | 6 788        | 95,55        | 6 735       | 93,83       |

*sortant

### Canton de Saint-Brice-en-Coglès
| Candidat       | Candidat           | Étiquette      | Premier tour | Premier tour |
| Candidat       | Candidat           | Étiquette      | Voix         | %            |
| -------------- | ------------------ | -------------- | ------------ | ------------ |
|                | Louis Dubreil*     | DVG-PS         | 2 603        | 59,28        |
|                | Catherine Villerbu | DVD            | 1 171        | 26,67        |
|                | Justine Ballon     | EÉLV           | 305          | 6,95         |
|                | Françoise Payen    | FDG-PCF        | 211          | 4,81         |
|                | Charline Gatel     | NPA            | 101          | 2,30         |
|                |                    |                |              |              |
| Inscrits       | Inscrits           | Inscrits       | 8 580        | 100,00       |
| Abstention     | Abstention         | Abstention     | 3 958        | 46,13        |
| Votants        | Votants            | Votants        | 4 622        | 53,87        |
| Blancs et nuls | Blancs et nuls     | Blancs et nuls | 231          | 5,00         |
| Exprimés       | Exprimés           | Exprimés       | 4 391        | 95,00        |

*sortant

### Canton de Saint-Malo-Sud
| Candidat       | Candidat                    | Étiquette      | Premier tour | Premier tour | Second tour | Second tour |
| Candidat       | Candidat                    | Étiquette      | Voix         | %            | Voix        | %           |
| -------------- | --------------------------- | -------------- | ------------ | ------------ | ----------- | ----------- |
|                | Gilles Lurton               | UMP            | 3 224        | 44,76        | 4 063       | 52,75       |
|                | Marie Perrin                | PS             | 2 105        | 29,22        | 3 640       | 47,25       |
|                | Laurence Morice Le Guillerm | EÉLV           | 795          | 11,04        |             |             |
|                | Stéphane Perrin             | PRG            | 325          | 4,51         |             |             |
|                | Philippe Capitaine          | MoDem          | 282          | 3,92         |             |             |
|                | Wilfrid Lunel               | FDG-PCF        | 175          | 2,43         |             |             |
|                | Emmanuel Letoffe            | PB             | 142          | 1,97         |             |             |
|                | Bertrand Buée               | NPA            | 106          | 1,47         |             |             |
|                | Jean-Michel Groisier        | POI            | 49           | 0,68         |             |             |
|                |                             |                |              |              |             |             |
| Inscrits       | Inscrits                    | Inscrits       | 18 867       | 100,00       | 18 867      | 100,00      |
| Abstention     | Abstention                  | Abstention     | 11 450       | 60,69        | 10 815      | 57,32       |
| Votants        | Votants                     | Votants        | 7 417        | 39,31        | 8 052       | 42,68       |
| Blancs et nuls | Blancs et nuls              | Blancs et nuls | 214          | 2,89         | 349         | 4,33        |
| Exprimés       | Exprimés                    | Exprimés       | 7 203        | 97,11        | 7 703       | 95,67       |

### Canton du Sel-de-Bretagne
| Candidat       | Candidat          | Étiquette      | Premier tour | Premier tour | Second tour | Second tour |
| Candidat       | Candidat          | Étiquette      | Voix         | %            | Voix        | %           |
| -------------- | ----------------- | -------------- | ------------ | ------------ | ----------- | ----------- |
|                | Gilbert Ménard*   | DVG-PS         | 1 102        | 57,97        | 1 412       | 79,73       |
|                | Max-Carol Collong | UMP            | 283          | 14,89        | 359         | 20,27       |
|                | Pascal Branchu    | EÉLV           | 226          | 11,89        |             |             |
|                | Loïc Lefeuvre     | FDG-MRV35      | 196          | 10,31        |             |             |
|                | Carine Weber      | POI            | 94           | 4,94         |             |             |
|                |                   |                |              |              |             |             |
| Inscrits       | Inscrits          | Inscrits       | 4 458        | 100,00       | 4 458       | 100,00      |
| Abstention     | Abstention        | Abstention     | 2 465        | 55,29        | 2 570       | 57,65       |
| Votants        | Votants           | Votants        | 1 993        | 44,71        | 1 888       | 42,35       |
| Blancs et nuls | Blancs et nuls    | Blancs et nuls | 92           | 4,62         | 117         | 6,20        |
| Exprimés       | Exprimés          | Exprimés       | 1 901        | 95,38        | 1 771       | 93,80       |

*sortant

### Canton de Vitré-Ouest
| Candidat       | Candidat         | Étiquette      | Premier tour | Premier tour | Second tour | Second tour |
| Candidat       | Candidat         | Étiquette      | Voix         | %            | Voix        | %           |
| -------------- | ---------------- | -------------- | ------------ | ------------ | ----------- | ----------- |
|                | Thierry Travers  | DVD            | 2 342        | 54,62        | 2 579       | 62,63       |
|                | Hervé Utard      | PS             | 949          | 22,13        | 1 539       | 37,37       |
|                | Romain Rebillon  | EÉLV           | 481          | 11,22        |             |             |
|                | Pierrick Morin   | Ex Vert        | 362          | 8,44         |             |             |
|                | Stéphane Cloätre | FDG-PG         | 154          | 3,59         |             |             |
|                |                  |                |              |              |             |             |
| Inscrits       | Inscrits         | Inscrits       | 10 576       | 100,00       | 10 575      | 100,00      |
| Abstention     | Abstention       | Abstention     | 6 101        | 57,69        | 6 234       | 58,95       |
| Votants        | Votants          | Votants        | 4 475        | 42,31        | 4 341       | 41,05       |
| Blancs et nuls | Blancs et nuls   | Blancs et nuls | 187          | 4,18         | 223         | 5,14        |
| Exprimés       | Exprimés         | Exprimés       | 4 288        | 95,82        | 4 118       | 94,86       |